# Малыгин, Сергей Александрович
Сергей Александрович Малыгин (6 октября 1898, Ржевский уезд, Тверская губерния — 10 января 1944, Киевская область) — Герой Советского Союза, начальник артиллерии 340-й стрелковой дивизии 38-й армии Воронежского фронта, полковник.

## Биография
Родился 6 октября 1898 года в селе Новый Торг Ржевского уезда в семье служащего, русский, окончил неполную среднюю школу.
В 1919 году добровольцем пошёл в Красную Армию. Принимал участие в Гражданской войне, сражался с врангелевскими войсками, участвовал в ликвидации банд Махно. После войны остался в армии, в 1923 году был зачислен в школу среднего комсостава, обучился артиллерийскому делу. C 1930 по 1939 годы жил в Коломне.
В Великой Отечественной войне принимал участие с июля 1941 года, воевал на Воронежском фронте.
С 29 сентября по 2 октября 1943 года был начальником артиллерии 340-й стрелковой дивизии, на этой должности умело спланировал и организовал действия артиллерии при форсировании дивизией реки Днепр в районе села Бирки Вышгородского района Киевской области. Переправленные на правый берег батареи успешно отбили контратаки противника, огнём обеспечили бои по расширению плацдарма.
Погиб в бою 10 января 1944 года. Похоронен в Киеве в Парке Вечной Славы.

## Награды
- Указом Президиума Верховного Совета СССР от 24 декабря 1943 года за образцовое выполнение боевых заданий командования на фронте борьбы с немецко-фашистскими захватчиками и проявленные при этом мужество и героизм полковнику Сергею Александровичу Малыгину присвоено звание Героя Советского Союза.
- Награждён орденами Ленина и Красного Знамени, медалями.

## Память
- В городе Коломне Московской области установлен бюст Героя.

## Комментарии
1. ↑  Погост Новый Торг (Тихвинский) находился на берегу Волги менее чем в километре к востоку от Мигуново и южнее деревни Колокольцово[1][2]. Не сохранился[3]; ныне — территория Ржевского округа Тверской области.